# 딘 윈체스터
딘 윈체스터(Dean Winchester)는 미국 CW방송국의 드라마 《수퍼내추럴》에 등장하는 주인공으로, 유령을 잡는 퇴마사와 초자연적인 존재들을 잡는 사냥꾼이다. 동생인 샘 윈체스터와 함께 다니며, 시즌 4부턴 카스티엘의 친구가 된다. 언제나 흔들리는 동생을 잡아주는 굳건한 형이고, 동생과 언제나 티격태격하지만 동생을 사랑하는 캐릭터다.